# All-Star Race (NASCAR)
La NASCAR All-Star Race (anciennement connue sous les noms The Winston jusqu'en 2004, Nextel All-Star Challenge de 2004 à 2007, Sprint All-Star Race de 2013 à 2016 et Monster Energy All-Star Race de 2017 à 2019) est une course annuelle d'exhibition de stock-car insérée dans le championnat de NASCAR Cup Series.
La course s'est disputée entre 1985 et 2019 sur le Charlotte Motor Speedway à l'exception des éditions de 1986 et de 2020 disputées respectivement sur l'Atlanta Motor Speedway et sur le Bristol Motor Speedway (cette dernière en raison de la pandémie de Covid-19). En 2021 et 2022, elle a lieu sur le Texas Motor Speedway et en 2023, sur le North Wilkesboro Speedway (en) à l'occasion du 75e anniversaire de la NASCAR.
Le format et la longueur de l'All-Star a varié au fil des éditions, en fonction du circuit et en fonction des segments éventuels. Par exemple, entre 2017 et 2019, la course était divisés en quatre segments de respectivement 20, 20, 20 et 10 tours et faisait un total de 105 milles (169 km). En 2020, l'Open comptait 85 tours divisés en trois segments de 35, 35 et 15 tours tandis que l'All-Star comptait 140 tours divisés en quatre segments de respectivement 55, 35, 35 et 15 tours pour une longueur globale de 74,62 milles (120 km). En 2023, l'Open a compté 100 tours tandis que l'All-Star se jouait sur 200 tours de circuit.

## Les qualifiés
La course est disputée par :
- les pilotes vainqueurs des courses de la saison précédente ;
- les pilotes vainqueurs des courses de la première partie de la saison en cours ;
- les pilotes ayant déjà gagné l'All Star Race ;
- les anciens vainqueurs des NASCAR Cup Series ayant participé à l'entièreté des courses de la saison précédente.

Si un pilote n'est pas sélectionné sur base des précédents critères, il peut encore devenir éligible pour la course de deux façons :
- gagner un des 3 segments de 20 tours du Showdown (course uniquement réservée aux pilotes non qualifiés pour l'All-Star Race)
- gagner le vote des fans.

## Logos

Logo de 2013 à 2016.
Logo de 2017 à 2019.
Logo de 2020 à 2023.
Logo depuis 2024.

## Le palmarès du Showdown/Open
| Année                          | Date       | No | Pilote                | Écurie                           | Manufacturier | Distance de course | Distance de course | Temps de course | Vitesse moyenne (mph) |
| ------------------------------ | ---------- | -- | --------------------- | -------------------------------- | ------------- | ------------------ | ------------------ | --------------- | --------------------- |
| Année                          | Date       | No | Pilote                | Écurie                           | Manufacturier | Tours              | Miles (km)         | Temps de course | Vitesse moyenne (mph) |
| Atlanta Motor Speedway         |            |    |                       |                                  |               |                    |                    |                 |                       |
| 1986                           | 11 mai     | 55 | Benny Parsons         | Leo Jackson Racing               | Oldsmobile    | 100                | 152,2 (244,942)    | 57 min 31 s     | 157,358               |
| Charlotte Motor Speedway       |            |    |                       |                                  |               |                    |                    |                 |                       |
| 1987                           | 17 mai     | 88 | Buddy Baker           | Baker-Schiff Racing              | Oldsmobile    | 100                | 150 (241,401)      | 1 h 12 min 06 s | 124,826               |
| 1988                           | 22 mai     | 44 | Sterling Marlin       | Hagan Racing (en)                | Oldsmobile    | 100                | 150 (241,401)      | 1 h 06 min 22 s | 135,610               |
| 1989                           | 21 mai     | 94 | Sterling Marlin       | Hagan Racing (en)                | Oldsmobile    | 100                | 150 (241,401)      | 1 h 03 min 42 s | 140,919               |
| 1990                           | 20 mai     | 66 | Dick Trickle (en)     | Cale Yarborough Motorsports (en) | Pontiac       | 134                | 201 (323,478)      | 1 h 24 min 22 s | 142,919               |
| 1991                           | 19 mai     | 30 | Michael Waltrip       | Bahari Racing (en)               | Pontiac       | 134                | 201 (323,478)      | 1 h 28 min 45 s | 135,887               |
| 1992                           | 16 mai     | 30 | Michael Waltrip       | Bahari Racing (en)               | Pontiac       | 050                | 75 (120,7)         | 32 min 35 s     | 138,120               |
| 1993                           | 22 mai     | 08 | Sterling Marlin       | Stavola Brothers Racing (en)     | Ford          | 050                | 75 (120,7)         | 32 min 15 s     | 139,535               |
| 1994                           | 21 mai     | 24 | Jeff Gordon           | Hendrick Motorsports             | Chevrolet     | 050                | 75 (120,7)         | 34 min 31 s     | 130,372               |
| 1995                           | 22 mai     | 75 | Todd Bodine (en)      | Butch Mock Motorsports (en)      | Ford          | 050                | 75 (120,7)         | 37 min 35 s     | 119,734               |
| 1996                           | 20 mai     | 23 | Jimmy Spencer (en)    | Smokin' Joe's Racing (en)        | Ford          | 050                | 75 (120,7)         | 29 min 03 s     | 154,905               |
| 1997                           | 17 mai     | 25 | Ricky Craven (en)     | Hendrick Motorsports             | Chevrolet     | 050                | 75 (120,7)         | 26 min 02 s     | 172,855               |
| 1998                           | 16 mai     | 12 | Jeremy Mayfield       | Penske Racing                    | Ford          | 050                | 75 (120,7)         | 32 min 01 s     | 140,552               |
| 1999                           | 22 mai     | 20 | Tony Stewart          | Joe Gibbs Racing                 | Pontiac       | 050                | 75 (120,7)         | 33 min 19 s     | 135,064               |
| 2000                           | 20 mai     | 01 | Steve Park (en)       | Dale Earnhardt, Inc.             | Chevrolet     | 030                | 45 (72,42)         | 31 min 52 s     | 172,916               |
| 2001                           | 19 mai     | 10 | Johnny Benson (en)    | MB2 Motorsports (en)             | Pontiac       | 030                | 45 (72,42)         | 23 min 21 s     | 181,257               |
| 2002                           | 18 mai     | 19 | Jeremy Mayfield       | Evernham Motorsports             | Dodge         | 030                | 45 (72,42)         | 18 min 13 s     | 148,216               |
| 2003                           | 17 mai     | 99 | Jeff Burton           | Roush Racing                     | Ford          | 030                | 45 (72,42)         | 32 min 23 s     | 083,381               |
| 2004                           | 22 mai     | 40 | Sterling Marlin       | Chip Ganassi Racing              | Dodge         | 030                | 45 (72,42)         | 36 min 48 s     | 73,37                 |
| 2005                           | 21 mai     | 25 | Brian Vickers         | Hendrick Motorsports             | Chevrolet     | 030                | 45 (72,42)         | 28 min 13 s     | 095,688               |
| 2006                           | 20 mai     | 10 | Scott Riggs           | Evernham Motorsports             | Dodge         | 030                | 45 (72,42)         | 28 min 11 s     | 095,801               |
| 2007                           | 19 mai     | 01 | Martin Truex Jr.      | Dale Earnhardt, Inc.             | Chevrolet     | 040                | 60 (96,56)         | 45 min 32 s     | 079,063               |
| 2008                           | 17 mai     | 84 | A. J. Allmendinger    | Red Bull Racing Team             | Toyota        | 040                | 60 (96,56)         | 40 min 33 s     | 088,779               |
| 2009                           | 16 mai     | 77 | Sam Hornish Jr.       | Penske Racing                    | Dodge         | 040                | 60 (96,56)         | 43 min 16 s     | 083,205               |
| 2010                           | 22 mai     | 56 | Martin Truex Jr.      | Michael Waltrip Racing           | Toyota        | 040                | 60 (96,56)         | 34 min 45 s     | 103,597               |
| 2011                           | 21 mai     | 06 | David Ragan           | Roush Fenway Racing              | Ford          | 040                | 60 (96,56)         | 42 min 42 s     | 100,570               |
| 2012                           | 19 mai     | 88 | Dale Earnhardt Jr.    | Hendrick Motorsports             | Chevrolet     | 040                | 60 (96,56)         | 28 min 40 s     | 125,581               |
| 2013                           | 18 mai     | 01 | Jamie McMurray        | Earnhardt Ganassi Racing         | Chevrolet     | 040                | 60 (96,56)         | 26 min 03 s     | 138,196               |
| 2014                           | 16 mai     | 15 | Clint Bowyer          | Michael Waltrip Racing           | Toyota        | 040                | 60 (96,56)         | 30 min 35 s     | 117,711               |
| 2015                           | 15 mai     | 15 | Clint Bowyer          | Michael Waltrip Racing           | Toyota        | 040                | 60 (96,56)         | 35 min 10 s     | 102,370               |
| 2016                           | 21* mai    | 42 | Kyle Larson           | Chip Ganassi Racing              | Chevrolet     | 050                | 75 (120,701)       | 54 min 16 s     | 082,924               |
| 2017                           | 20 mai     | 19 | Daniel Suárez         | Joe Gibbs Racing                 | Toyota        | 050                | 75 (120,701)       | 1 h 00 min 19 s | 074,606               |
| 2018                           | 19 mai     | 19 | A. J. Allmendinger    | JTG Daugherty Racing             | Chevrolet     | 050                | 75 (120,701)       | 45 min 35 s     | 098,720               |
| 2019                           | 18 mai     | 42 | Kyle Larson           | Chip Ganassi Racing              | Chevrolet     | 062*               | 93 (149.669)       | 1 h 00 min 44 s | 091,877               |
| Bristol Motor Speedway         |            |    |                       |                                  |               |                    |                    |                 |                       |
| 2020                           | 15 juillet | 21 | Matt DiBenedetto (en) | Wood Brothers Racing             | Ford          | 085                | 45.305 (72.911)    | 47 min 22 s     | 057,388               |
| Texas Motor Speedway           |            |    |                       |                                  |               |                    |                    |                 |                       |
| 2021                           | 13 juin    | 10 | Aric Almirola         | Stewart-Haas Racing              | Ford          | 050                | 75 (120,701)       | 0 h 47 min 32 s | 094,670               |
| 2022                           | 22 mai     | 99 | Daniel Suárez         | Trackhouse Racing Team (en)      | Chevrolet     | 050                | 75 (120,701)       | 0 h 54 min 32 s | 082,518               |
| North Wilkesboro Speedway (en) |            |    |                       |                                  |               |                    |                    |                 |                       |
| 2023                           | 21 mai     | 48 | Josh Berry            | Hendrick Motorsports             | Chevrolet     | 100                | 62,5 (100,584)     | 0 h 46 min 48 s | 080,128               |
| 2024                           | 19 mai     | 54 | Ty Gibbs              | Joe Gibbs Racing                 | Toyota        | 100                | 62,5 (100,584)     | 0 h 37 min 59 s | 098,728               |
| 2025                           | 18 mai     | 77 | Carson Hocevar (en)   | Spire Motorsports (en)           | Chevrolet     | 100                | 62,5 (100,584)     | 0 h 38 min 06 s | 098,425               |

2016 : Course reportée du vendredi 20 au samedi 21 mai à cause du mauvais temps.
2017 : Les deux segments de la course ont été allongés à cause de la pluie.

## Le palmarès de la All-Star
| Année                          | Date       | No | Pilote             | Écurie                       | Manufacturier | Distance de course | Distance de course | Temps de course | Vitesse moyenne (mph) |
| ------------------------------ | ---------- | -- | ------------------ | ---------------------------- | ------------- | ------------------ | ------------------ | --------------- | --------------------- |
| Année                          | Date       | No | Pilote             | Écurie                       | Manufacturier | Tours              | Miles (km)         | Temps de course | Vitesse moyenne (mph) |
| Charlotte Motor Speedway       |            |    |                    |                              |               |                    |                    |                 |                       |
| 1985                           | 25 mai     | 11 | Darrell Waltrip    | Junior Johnson & Associates  | Chevrolet     | 070                | 105 (168,981)      | 40 min 32 s     | 161,184               |
| Atlanta Motor Speedway         |            |    |                    |                              |               |                    |                    |                 |                       |
| 1986                           | 11 mai     | 09 | Bill Elliott       | Melling Racing               | Ford          | 083                | 126,326 (203,301)  | 47 min 37 s     | 159,123               |
| Charlotte Motor Speedway       |            |    |                    |                              |               |                    |                    |                 |                       |
| 1987                           | 17 mai     | 03 | Dale Earnhardt     | Richard Childress Racing     | Chevrolet     | 135                | 202,5 (325,892)    | 1 h 19 min 24 s | 153,023               |
| 1988                           | 22 mai     | 11 | Terry Labonte      | Junior Johnson & Associates  | Chevrolet     | 135                | 202,5 (325,892)    | 1 h 27 min 16 s | 139,228               |
| 1989                           | 21 mai     | 27 | Rusty Wallace      | Blue Max Racing (en)         | Pontiac       | 135                | 202,5 (325,892)    | 1 h 31 min 25 s | 133,150               |
| 1990                           | 20 mai     | 03 | Dale Earnhardt     | Richard Childress Racing     | Chevrolet     | 070                | 105 (168,981)      | 38 min 39 s     | 163,001               |
| 1991                           | 19 mai     | 28 | Davey Allison      | Robert Yates Racing          | Ford          | 070                | 105 (168,981)      | 37 min 20 s     | 168,750               |
| 1992                           | 16 mai     | 28 | Davey Allison      | Robert Yates Racing          | Ford          | 070                | 105 (168,981)      | 47 min 29 s     | 132,678               |
| 1993                           | 22 mai     | 03 | Dale Earnhardt     | Richard Childress Racing     | Chevrolet     | 070                | 105 (168,981)      | 45 min 06 s     | 139,690               |
| 1994                           | 21 mai     | 07 | Geoffrey Bodine    | Geoff Bodine Racing (en)     | Ford          | 070                | 105 (168,981)      | 54 min 31 s     | 115,561               |
| 1995                           | 22 mai     | 24 | Jeff Gordon        | Hendrick Motorsports         | Chevrolet     | 070                | 105 (168,981)      | 42 min 27 s     | 148,410               |
| 1996                           | 20 mai     | 21 | Michael Waltrip    | Wood Brothers Racing         | Ford          | 070                | 105 (168,981)      | 38 min 43 s     | 162,721               |
| 1997                           | 17 mai     | 24 | Jeff Gordon        | Hendrick Motorsports         | Chevrolet     | 070                | 105 (168,981)      | 39 min 54 s     | 157,895               |
| 1998                           | 16 mai     | 06 | Mark Martin        | Roush Racing                 | Ford          | 070                | 105 (168,981)      | 49 min 44 s     | 142,084               |
| 1999                           | 22 mai     | 05 | Terry Labonte      | Hendrick Motorsports         | Chevrolet     | 070                | 105 (168,981)      | 34 min 20 s     | 183,495               |
| 2000                           | 20 mai     | 08 | Dale Earnhardt Jr. | Dale Earnhardt, Inc.         | Chevrolet     | 070                | 105 (168,981)      | 37 min 43 s     | 167,035               |
| 2001                           | 19–20* mai | 24 | Jeff Gordon        | Hendrick Motorsports         | Chevrolet     | 070                | 105 (168,981)      | 34 min 03 s     | 185,022               |
| 2002                           | 18 mai     | 12 | Ryan Newman        | Penske Racing                | Ford          | 090                | 135 (217,261)      | 1 h 13 min 38 s | 110,005               |
| 2003                           | 17 mai     | 48 | Jimmie Johnson     | Hendrick Motorsports         | Chevrolet     | 090                | 135 (217,261)      | 1 h 00 min 46 s | 133,297               |
| 2004                           | 22 mai     | 17 | Matt Kenseth       | Roush Racing                 | Ford          | 090                | 135 (217,261)      | 1 h 28 min 09 s | 091,889               |
| 2005                           | 21 mai     | 06 | Mark Martin        | Roush Racing                 | Ford          | 090                | 135 (217,261)      | 1 h 11 min 05 s | 113,951               |
| 2006                           | 20 mai     | 48 | Jimmie Johnson     | Hendrick Motorsports         | Chevrolet     | 090                | 135 (217,261)      | 1 h 18 min 25 s | 103,290               |
| 2007                           | 19 mai     | 29 | Kevin Harvick      | Richard Childress Racing     | Chevrolet     | 080                | 120 (193,121)      | 1 h 20 min 49 s | 089,091               |
| 2008                           | 17 mai     | 09 | Kasey Kahne        | Gillett Evernham Motorsports | Dodge         | 100                | 150 (241,401)      | 1 h 08 min 38 s | 120,113               |
| 2009                           | 16 mai     | 14 | Tony Stewart       | Stewart-Haas Racing          | Chevrolet     | 100                | 150 (241,401)      | 1 h 30 min 47 s | 156,809               |
| 2010                           | 22 mai     | 02 | Kurt Busch         | Penske Racing                | Dodge         | 100                | 150 (241,401)      | 1 h 35 min 34 s | 094,175               |
| 2011                           | 21 mai     | 99 | Carl Edwards       | Roush Fenway Racing          | Ford          | 100                | 150 (241,401)      | 1 h 10 min 24 s | 127,841               |
| 2012                           | 19 mai     | 48 | Jimmie Johnson     | Hendrick Motorsports         | Chevrolet     | 090                | 135 (217,261)      | 1 h 28 min 00 s | 092,045               |
| 2013                           | 18 mai     | 48 | Jimmie Johnson     | Hendrick Motorsports         | Chevrolet     | 090                | 135 (217,261)      | 1 h 29 min 20 s | 090,672               |
| 2014                           | 17 mai     | 01 | Jamie McMurray     | Chip Ganassi Racing          | Chevrolet     | 090                | 135 (217,261)      | 1 h 20 min 35 s | 100,517               |
| 2015                           | 16 mai     | 11 | Denny Hamlin       | Joe Gibbs Racing             | Toyota        | 110                | 165 (265,542)      | 1 h 33 min 00 s | 106,452               |
| 2016                           | 21 mai     | 22 | Joey Logano        | Team Penske                  | Ford          | 113                | 169,5 (272,783)    | 1 h 43 min 40 s | 098,103               |
| 2017                           | 20 mai     | 18 | Kyle Busch         | Joe Gibbs Racing             | Toyota        | 070                | 105 (168,981)      | 1 h 12 min 47 s | 086,558               |
| 2018                           | 19 mai     | 04 | Kevin Harvick      | Stewart-Haas Racing          | Ford          | 093*               | 139,5 (224,503)    | 1 h 38 min 50 s | 084,688               |
| 2019                           | 18 mai     | 42 | Kyle Larson        | Chip Ganassi Racing          | Chevrolet     | 088*               | 132 (212.433)      | 1 h 36 min 18 s | 077,439               |
| Bristol Motor Speedway         |            |    |                    |                              |               |                    |                    |                 |                       |
| 2020                           | 15 juillet | 09 | Chase Elliott      | Hendrick Motorsports         | Chevrolet     | 140                | 74,62 (120,089)    | 1 h 08 min 10 s | 065,680               |
| Texas Motor Speedway           |            |    |                    |                              |               |                    |                    |                 |                       |
| 2021                           | 13 juin    | 05 | Kyle Larson        | Hendrick Motorsports         | Chevrolet     | 100                | 150 (241,401)      | 1 h 45 min 59 s | 084,919               |
| 2022                           | 22 mai     | 12 | Ryan Blaney        | Team Penske                  | Ford          | 140*               | 210 (337,961)      | 2 h 02 min 47 s | 102,620               |
| North Wilkesboro Speedway (en) |            |    |                    |                              |               |                    |                    |                 |                       |
| 2023                           | 21 mai     | 05 | Kyle Larson        | Hendrick Motorsports         | Chevrolet     | 200                | 125 (201.168)      | 1 h 20 min 59 s | 092,612               |
| 2024                           | 19 mai     | 22 | Joey Logano        | Team Penske                  | Ford          | 200                | 125 (201.168)      | 1 h 19 min 57 s | 093,809               |
| 2025                           | 18 mai     | 20 | Christopher Bell   | Joe Gibbs Racing             | Toyota        | 250                | 156 (251,057)      | 1 h 37 min 56 s | 095,728               |

- 2001 : La course ayant débuté le 19 mai se termine le matin du 20 mai car reportée à cause de la pluie.
- 2018, 2019, 2022 : La course est prolongée (overtime) à la suite d'un drapeau jaune dans les derniers tours du dernier segment.

### Les pilotes multiples vainqueurs
| Nbr. | Pilote         | Saison                 |
| ---- | -------------- | ---------------------- |
| 4    | Jimmie Johnson | 2003, 2006, 2012, 2013 |
| 3    | Dale Earnhardt | 1987, 1990, 1993       |
| 3    | Jeff Gordon    | 1995, 1997, 2001       |
| 3    | Kyle Larson    | 2019, 2021, 2023       |
| 2    | Davey Allison  | 1991, 1992             |
| 2    | Terry Labonte  | 1988, 1999             |
| 2    | Mark Martin    | 1998, 2005             |
| 2    | Kevin Harvick  | 2007, 2018             |
| 2    | Joey Logano    | 2016, 2024             |

### Les écuries multiples gagnantes
| Nbr. | Écurie                      | Saison                                                           |
| ---- | --------------------------- | ---------------------------------------------------------------- |
| 11   | Hendrick Motorsports        | 1995, 1997, 1999, 2001, 2003, 2006, 2012, 2013, 2020, 2021, 2023 |
| 5    | Team Penske                 | 2002, 2010, 2016, 2022, 2024                                     |
| 4    | Richard Childress Racing    | 1987, 1990, 1993, 2007                                           |
| 4    | Roush Fenway Racing         | 1998, 2004, 2005, 2011                                           |
| 3    | Joe Gibbs Racing            | 2015, 2017, 2025                                                 |
| 2    | Junior Johnson & Associates | 1985, 1988                                                       |
| 2    | Robert Yates Racing         | 1991, 1992                                                       |
| 2    | Stewart-Haas Racing         | 2009, 2018                                                       |
| 2    | Chip Ganassi Racing         | 2014, 2019                                                       |

### Les victoires par manufacturiers
| Nbr. | Manufacturier | Saison |
| ---- | ------------- | --- |
| 21   | Chevrolet     | 1985, 1987, 1988, 1990, 1993, 1995, 1997, 1999, 2001, 2003, 2006, 2007, 2009, 2012, 2013, 2014, 2019, 2020, 2021, 2023 |
| 14   | Ford          | 1986, 1991, 1992, 1994, 1996, 1998, 2002, 2004, 2005, 2011, 2016, 2018, 2022, 2024                                     |
| 3    | Toyota        | 2015, 2017, 2025 |
| 2    | Dodge         | 2008, 2010 |
| 1    | Pontiac       | 1989 |

## Le palmarès des pole-position au Showdown
Jusqu'en 1997, les qualifications se déroulaient sur un tour chronométré. De 1998 à 2000, deux courses de qualification (les No Bull 25) déterminent les positions sur la ligne de départ. L'utilisation du tour de qualification (le meilleur temps sur deux tours autorisés) revient en 2001.
- 1986 Kyle Petty
- 1987 Brett Bodine
- 1988 Ken Schrader 171,958
- 1989 Mark Martin
- 1990 Ernie Irvan
- 1991 Michael Waltrip
- 1992 Brett Bodine
- 1993 Jeff Gordon
- 1994 Joe Nemecheck 181,519
- 1995 Michael Waltrip
- 1996 Lake Speed 180,977
- 1997 Chad Little 181,220
- 1998 Jeremy Mayfield (remporte la première course de qualification No Bull 25)
- 1999 Mike Skinner (remporte la première course de qualification No Bull 25)
- 2000 Jerry Nadeau (remporte la première course de qualification No Bull 25)
- 2001 Johnny Benson 181,257
- 2002 Jeremy Mayfield 183,336
- 2003 Steve Park 184,244
- 2004 Dave Blaney 185,058
- 2005 Mike Bliss 189,208
- 2006 Scott Riggs 186,509
- 2007 Carl Edwards 187,487
- 2008 Elliott Sadler 185,014
- 2009 Kirk Shelmerdine (les qualifications sont annulées à cause de la pluie et c'est le tirage au sort qui détermine les qualifiés)
- 2010 David Ragan (les qualifications sont annulées à cause de la pluie et c'est le tirage au sort qui détermine les qualifiés)
- 2011 David Ragan 191,680
- 2012 A. J. Allmendinger 192,465
- 2013 Martin Truex Jr. 193,424
- 2014 Austin Dillon 194,616
- 2015 Paul Menard 189,673
- 2016 Chase Elliott (les qualifications sont annulées à cause de la pluie et les pilotes seront qualifiés en fonction des points de championnat obtenus avant le Showdown)
- 2017 Clint Bowyer 189,474[3]
- 2018 Matt Kenseth 127,644
- 2019 Clint Bowyer 118,794
- 2020 Martin Truex Jr. (pole désignée à la suite d'un tirage au sort)
- 2021 Kyle Larson (pole désignée à la suite d'un tirage au sort)
- 2022 Kyle Busch
- 2023 Ty Gibbs
- 2024 Ty Gibbs
- 2025 Shane van Gisbergen

## Le palmarès des pole position à la All-Star
À partir de 1989, la qualification pour la pole position change. Pendant les trois tours de circuit, les équipes sont tenues d'effectuer un arrêt aux stands pour un changement de quatre pneus lors du premier ou deuxième tour.
- 1985 Terry Labonte
- 1986 Darrell Waltrip
- 1987 Bill Elliott - 170,827
- 1988 Darrell Waltrip
- 1989 Terry Labonte
- 1990 Dale Earnhardt
- 1991 Davey Allison
- 1992 Davey Allison
- 1993 Ernie Irvan
- 1994 Rusty Wallace
- 1995 Bobby Labonte - 139,817
- 1996 Jeff Gordon
- 1997 Bill Elliott - 143,273
- 1998 Bill Elliott - 142,084
- 1999 Bobby Labonte - 146,830
- 2000 Bill Elliott
- 2001 Rusty Wallace - 140,458
- 2002 Matt Kenseth - 143,441
- 2003 Bill Elliott - 131,502
- 2004 Rusty Wallace - 130,647
- 2005 Ryan Newman - 132,306
- 2006 Kasey Kahne - 132,465
- 2007 Matt Kenseth - 133,442
- 2008 Kyle Busch - 132,835
- 2009 Jimmie Johnson - 121,416
- 2010 Kurt Busch (les qualifications sont annulées à cause de la pluie et les places sont fixées par tirage au sort)
- 2011 Kyle Busch - 135,916
- 2012 Kyle Busch - 119,112
- 2013 Carl Edwards - 145,556
- 2014 Carl Edwards - 146,915
- 2015 Denny Hamlin - 145,648
- 2016 Kevin Harvick (les qualifications sont annulées à cause de la pluie et les places sont déterminées en fonction des points de championnats déjà obtenus)
- 2017 Kyle Larson - 143,849[3]
- 2018 Aric Almirola (les qualifications sont annulées à cause de la pluie et les places sont déterminées en fonction des points de championnats déjà obtenus)
- 2019 Daniel Hemric 182,168
- 2020 Michael McDowell (pole désignée à la suite d'un tirage au sort)
- 2021 Tyler Reddick (pole désignée en fonction des points des écuries)
- 2022 Tyler Reddick - 186,981
- 2023 Daniel Suárez
- 2024 Joey Logano
- 2025 Brad Keselowski